# 三田崇博
三田 崇博（さんだ たかひろ）は、日本の写真家。
1975年奈良県生駒市生まれ。
旅好きが高じ、サラリーマンから独学で写真家に転向。
世界遺産撮影を生業とし、100 を超える国と地域で350 か所以上の世界遺産の撮影を行い定期的に全国各地で開催している写真展は100 回を超える。
日本写真家協会（ＪＰＳ） 会員、FUJIFILM Ｘ-Photographer、アカデミーX 講師。
ミャンマーには世界遺産の撮影に初めて訪れて以来これまでに１２回訪問。世界遺産を中心に風景や祭りなどの撮影も行い、2019年には現地で知り合ったミャンマー人と結婚する。ミャンマーは自身の第二の母国と語る。
奈良県生駒市在住。

## 主な著作
「心の旅で感じる世界遺産」（2011年）
「アフリカの遺産と人々」（2012年）
「ラテンアメリカの遺産」（2013年）
「NORTH AMERICA ラストフロンティア」（2013年）
「生駒の火祭り」（2014年）
「世界三十六景」（2016年）
「MYANMAR TIME」（2016年）
「絹道遺産～Silk Road and the World Heritage～」（2020年）
写真集「Pray for Myanmar」